# Тонганська паанга
 Па́анга (тонг. paʻanga) — офіційна валюта королівства Тонга. Контролюється Національним резервним фондом Тонги (тонг. Pangikē Pule Fakafonua ʻo Tonga) в Нукуалофі.
В обігу знаходяться монети номіналом  в : 5, 10, 20, 50 сеніті,  та 1  паангу, а також банкноти номіналом в : 2, 5, 10, 20, 50 і 100 паанга. 

## Монети
- 1 сеніті (18mm)
- 2 сеніті (21mm)
- 5 сеніті (19mm)
- 10 сеніті (24mm)
- 20 сеніті (29mm)
- 50 сеніті (32-33mm)

Монети номіналом 1, 2, 5, 10, 20 і 50 сеніті і 1 паанга вперше були випущені в 1967 році. Монети 1 і 2 сеніті карбувалися з бронзи з домішкою мельхіору, 50 сеніті і 1 паанга були випущені обмеженою партією. Монета 1 паанга карбувалася в формі прямокутника з закругленими краями, монета 50 сеніті з 1974 р карбувалася в формі дванадцятикутника. На аверсі монет 1967 був викарбуваний портрет королеви Салот Тупо III, а на реверсах — гігантські черепахи, снопи і зірки. З 1968 року на аверсі стали карбувати портрет короля Тауфа'ахау Тупо IV в профіль, а з 1975 портрет короля Тауфа'ахау Тупо IV у військовій формі, особою вперед, і слово TONGA. На реверсах з 1975 р карбувалися номінал монети та напис «Fakalahi meakai» («виробляти більше продуктів харчування») навколо зображення продуктових ресурсів (корів, риб і т. П.). У 1978 р випущена ювілейна серія в честь 60-ти річчя короля Тауфа'ахау Тупо IV. З 1981 р випускалася серія в честь Всесвітнього Дня Продовольства (World Food Day) (дизайн італійського скульптора Sergio Giandomemco).

## Банкноти
- 1 паанга
- 2 паанги
- 5 паанга
- 10 паанга
- 20 паанга
- 50 паанга

У 1967 році були емітовані банкноти достоїнством 1/2, 1, 2, 5 і 10 паанга із зображенням королеви Салот Тупо III. З 1974 року на банкнотах зображувався король Тауфа'ахау Тупо IV. Купюра 1/2 паанга випускалася до 1983 року. У 1985 році вперше введена банкнота в 20 паанга, в 1988 році — 50 паанга. У 1995 р вийшла серія з новим дизайном банкнот номіналом 1, 2, 5, 10, 20, 50 паанга. На аверсі банкнот весь текст надрукований на мові Тонга, в центрі знаходиться портрет короля Тауфа'ахау Тупо IV. На реверсі текст англійською мовою і зображення пам'ятників Тонга: Хаамонга-а-Мауї Трилітон, Королівський палац, Банк розвитку Тонга, Порт Вава. У 2008—2009 рр. емітована нова серія з іншим дизайном банкнот (із зображенням нового короля Джорджа Тупо V) номіналом 1, 2, 5, 10, 20, 50 і 100 паанга.